# Šógunát Tokugawa
Šógunát Tokugawa neboli Tokugawský šogunát (japonsky 徳川幕府, Tokugawa bakufu), známý též jako šógunát Edo (japonsky 江戸幕府, Edo bakufu), bylo feudální vojenské vládní zřízení v Japonsku během období Edo od roku 1603, kdy byl Iejasu Tokugawa (1543–1616) jmenován šógunem, do roku 1868, kdy rezignací šóguna Jošinobua Tokugawy (1837–1913) končí vláda dynastie Tokugawa a je obnovena moc císaře Meidži. To je začátek reforem Meidži.

## Historie

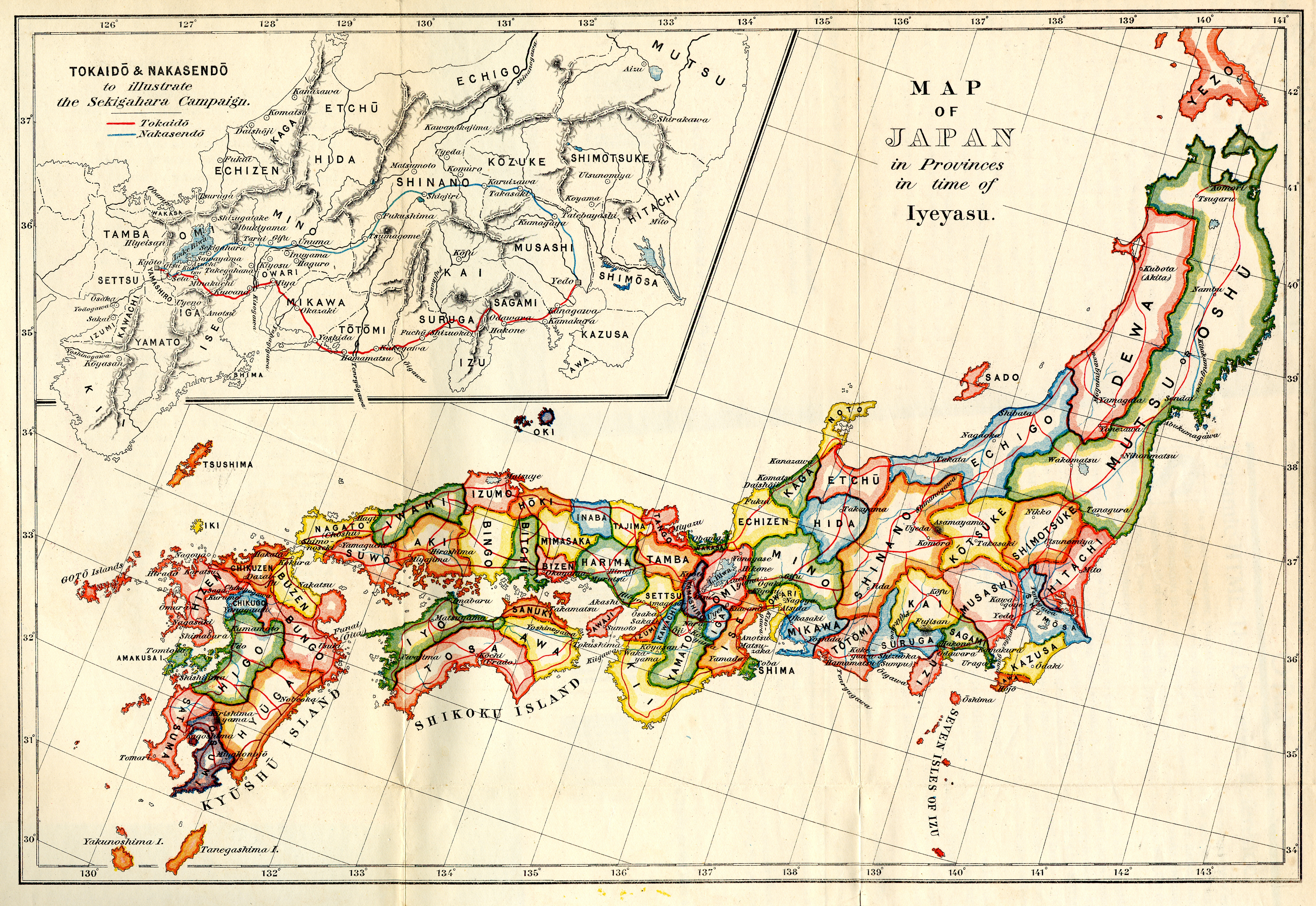
Historická mapa provincií šógunátu

Po období Sengoku neboli období válčících států, které trvalo zhruba od poloviny 15. až do počátku 17. století, nastalo období Azuči-Momojama (1568–1600), kdy se daimjóovi Nobunagovi Odovi a jeho nástupci Hidejošimu Tojotomimu podařilo postupně sjednotit Japonsko a podřídit všechny provincie ústřední vládě. Byl to čas stavby velkých hradů a toto období je pojmenováno po dvou z nich, hradu Azuči, který zbudoval Nobunaga Oda v Kjótu, a hradu Momojama, jejž postavil Hidejoši Tojotomi ve městě Ómihačimanu v prefektuře Šiga na ostrově Honšú. Období Azuči-Momojama skončilo v roce 1600, kdy se Iejasu Tokugawovi otevřela po vítězné bitvě u Sekigahary cesta k titulu šóguna.
Tokugawský šogunát tak de facto vznikl po bitvě u Sekigahary, kde se utkali přívrženci Hidejošiho syna Hidejoriho Tojotomiho s vojskem vedeným Iejasu Tokugawou. Oficiálním rokem vzniku šógunátu pak byl rok 1603, kdy byl Iejasu Tokugawa jmenován seii-taišógunem neboli „velkým generálem, který potírá barbary“. Řada Tokugawových odpůrců z řad daimjóů byla buď popravena, nebo přišla o část svých majetků, naopak jeho přívrženci byli odměněni a někteří z jeho bývalých vazalů se stali pány provincií. Tito daimjóové byli strategicky rozmístěni po celém císařství.

## Japonská společnost v době šógunátu

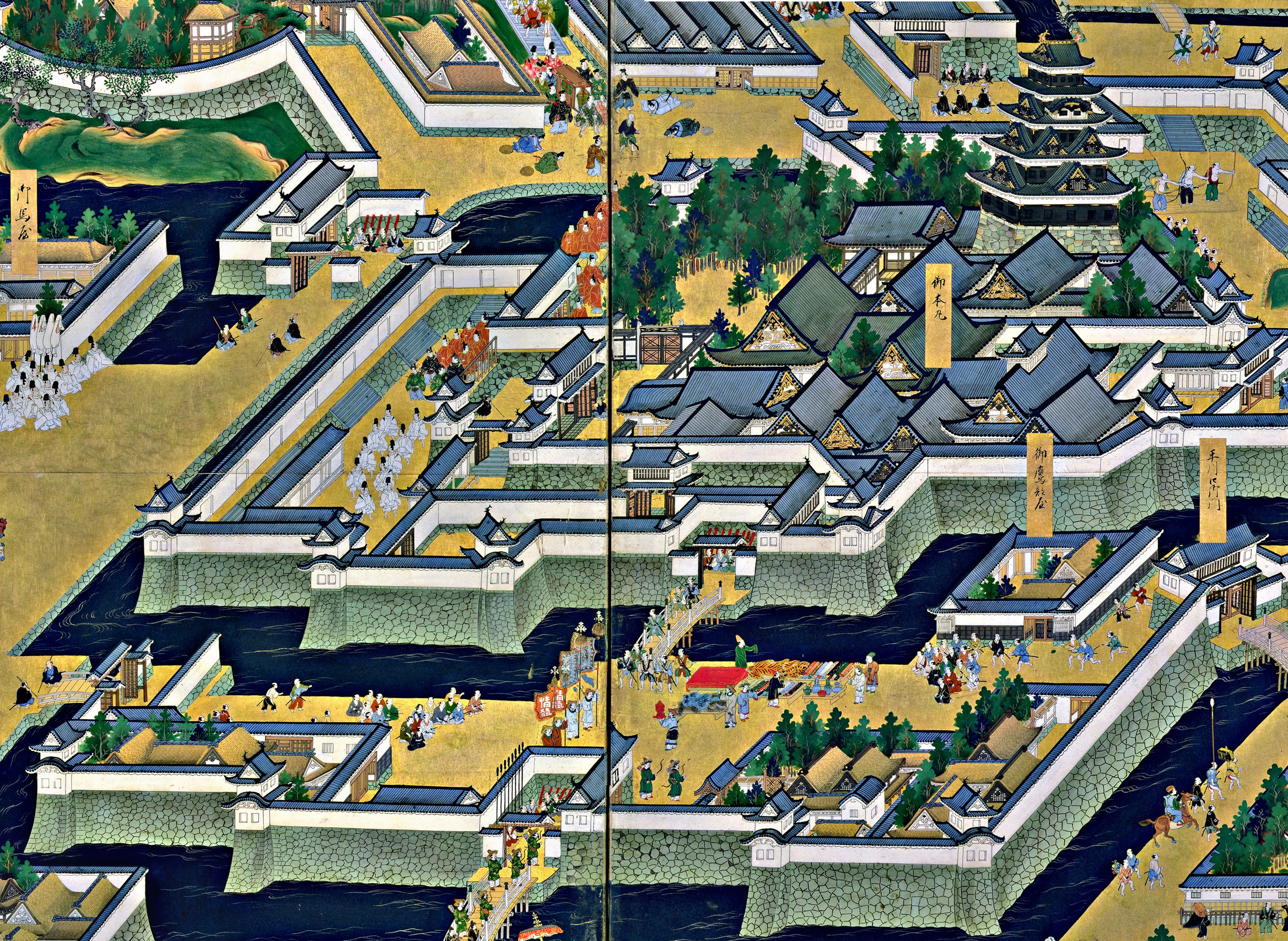
Hrad Edo, 17. století

Tokugawové vládli Japonsku z hradu Edo, který byl vybudován na východě města Edo neboli dnešního Tokia. Japonská společnost byla v období Edo feudální společností přísně rozdělenou na společenské třídy, jejíž zvyklosti a nařízení sloužily k prosazování šógunovy moci. Tato přísná společenská hierarchie byla založena na systému čtyř tříd neboli čtyř povolání, jež byly dědičné. Na vrcholu této pyramidy se nacházel japonský císař a kuge (公家) neboli japonská šlechta. To byla sice oficiální vládnoucí třída, která však neměla žádnou skutečnou moc. Tu ve svých rukách soustředil především šógun z rodu Tokugawů a pak daimjóové neboli páni provincií a jejich samurajové. Většina Japonců byli prostí lidé, kteří se dělili na rolníky, řemeslníky, obchodníky a různé skupiny nedotknutelných.
Tento přísný třídní systém zavedl Iejasu Tokugawa. Po definitivní porážce a zničení klanu Tojotomi po vítězném obléhání Ósaky v letech 1614 a 1615 získala dynastie Tokugawů moc na následujících 250 let. Zároveň s tím nastoupilo Japonsko politiku dobrovolné izolace neboli sakoku (鎖国), doslova „uzavřené země“, jejímž cílem byla podpora politické stability. Cizinci měli až na výjimky zakázán vstup do země.

## Vláda
Šógunové z rodu Tokugawů využívali při své vládě takzvaný systém han (藩), v němž každý daimjó spravoval svoje léno či knížectví neboli han, přestože země byla formálně stále rozdělena na císařské provincie. V období Edo zažilo Japonsko rychlý hospodářský růst a urbanizaci, což vedlo k rozkvětu kupecké či obchodnické třídy (chónin) a ukijo neboli kultury.
Počet těchto knížectví (zhruba 270) se v průběhu šógunátu měnil. Hodnotila se podle velikosti, která se měřila podle počtu koku (asi 180 litrů) rýže, která se na panství každoročně vypěstovala. Jedno koku bylo množství rýže potřebné k výživě jednoho dospělého muže na jeden rok. Minimální množství rýže potřebné pro titul daijmjóa bylo 10 000 koku. Největší han, kromě šógunových, dávala ročně přes milion koku.
Šógunovi patřilo to nejvýnosnější panství, dědičné léno rodu Tokugawa, jež zahrnovalo rovněž řadu zlatých a stříbrných dolů. Ke konci šógunátu vlastnil rod Tokugawů asi 7 milionů koku země, včetně 2,6 až 2,7 milionů koku, jež drželi přímí vazalové, ze 30 milionů koku v zemi. Zbývajících 23 milionů koku patřilo ostatním daimjóům.

## Konec
Šógunát Tokugawa se rozpadl během takzvaného období bakumacu (幕末) neboli „konce šógunátu“, což je v japonských dějinách označení pro zhruba závěrečnou fázi období Edo v letech 1853–1869. Nastartoval ho příjezd eskadry amerických válečných lodí, jimž velel komodor Perry, do Tokijského zálivu 8. července 1853. Perry si pod hrozbou použití síly vynutil ukončení 240 let trvající izolace Japonska. Konec tohoto období se pak shoduje s koncem války Bošin, kdy byl poslední šógun Jošinobu Tokugawa poražen císařskou stranou, která usilovala o návrat politické moci císařskému dvoru v Kjótu.
Dne 9. listopadu 1867 se Jošinobu Tokugawa vzdal svého šógunského postu a předal svoje pravomoci císaři Meidžimu. Souhlasil, že bude „nástrojem pro vykonávání“ císařských příkazů. Tokugawský šógunát tak přestal existovat.

Námořní vlajka šógunátu z 19. století

Jošinobu sice rezignoval, ale Tokugawský státní aparát přetrval a podržel si mnoho výkonných pravomocí. To se nelíbilo odpůrcům šógunátu z knížectví Sacuma a Čóšú, 3. ledna 1868 proto obsadili císařský palác v Kjótu. Následujícího dne prohlásil patnáctiletý císař Meidži plnou obnovu své vlády, což většinu císařského poradního sboru uspokojilo. Nepřátelé Tokugawů však sbor hrozbami přiměli, aby přikázal konfiskaci Jošinobuových území.  S tím nemohl Jošinobu Tokugawa souhlasit, a proto 17. ledna vyzval dvůr, aby to odvolal.“ Týden nato, 24. ledna, se rozhodl pro útok proti Kjótu obsazenému silami ze Sacumy a Čóšú. Jeho rozhodnutí uspíšila série žhářských útoků v Edu, včetně vypálení předhradí zdejšího hradu, hlavní rezidence Tokugawů. Následujícího dne zaútočilo Tokugawovo vojsko na zdejší rezidenci daimjó ze Sacumy, kde se skrývalo mnoho Tokugawových odpůrců. Palác byl spálen a mnoho oponentů bylo zabito nebo později popraveno. Tak začala občanská válka Bošin (戊辰戦争).
Válečné štěstí se však přiklonilo na stranu menší, ale relativně modernizované císařské strany a po sérii bitev, jež vyvrcholila pádem Eda se Jošinobu Tokugawa vzdal. Ti, kdo zůstali věrní rodu Tokugawa, uprchli na sever ostrova Honšú a později na Hokkaidó, kde založili Republiku Ezo. Porážka v bitvě o Hakodate zlomila jejich odpor a císař tak získal svrchovanou vládu nad celým Japonskem, čímž byla ukončena vojenská fáze reforem Meidži.
V průběhu roku 1868 vzniklo po pádu šógunátu Japonské císařství, v jehož čele stál císař, který výkonnou moc vykonával prostřednictvím svého poradního orgánu, Tajné rady, kterou tvořili premiér a ministři. Na konci téhož roku bylo císařovo sídlo přeneseno z Kjóta do Eda, které přejmenoval na Tokio („východní hlavní město“) a neprodleně zahájil ve spolupráci s Tajnou radou řadu státoprávních, organizačních a technických reforem, jež vešly ve známost jako Reformy Meidži a daly jméno celé epoše jeho vlády – éra Meidži („Osvícená“). V rámci těchto reforem se z Japonska stal moderní stát evropského typu.

## Seznam šógunů dynastie Tokugawa
| #   | Obrázek | Jméno                       | Život     | Období vlády | Císář                                     | Poznámky                       |
| --- | ------- | --------------------------- | --------- | ------------ | ----------------------------------------- | ------------------------------ |
| 1.  |         | Iejasu Tokugawa 徳川 家康   | 1543–1616 | 1603–1605    | Go-Józei                                  | první šógun z rodu Tokugawa    |
| 2.  |         | Hidetada Tokugawa 徳川 秀忠 | 1579–1632 | 1605–1623    | Go-Józei Go-Mizunó                        |                                |
| 3.  |         | Iemicu Tokugawa 徳川 家光   | 1604–1651 | 1623–1651    | Go-Mizunó Meišó Go-Kómjó                  |                                |
| 4.  |         | Iecuna Tokugawa 徳川 家綱   | 1641–1680 | 1651–1680    | Go-Kómjó Go-Sai Reigen                    |                                |
| 5.  |         | Cunajoši Tokugawa 徳川 綱吉 | 1646–1709 | 1680–1709    | Reigen Higašijama                         |                                |
| 6.  |         | Ienobu Tokugawa 徳川 家宣   | 1662–1712 | 1709–1712    | Nakamikado                                |                                |
| 7.  |         | Iecugu Tokugawa 徳川 家継   | 1709–1716 | 1713–1716    | Nakamikado                                |                                |
| 8.  |         | Jošimune Tokugawa 徳川 吉宗 | 1684–1751 | 1716–1745    | Nakamikado Sakuramači                     |                                |
| 9.  |         | Iešige Tokugawa 徳川 家重   | 1712–1761 | 1745–1760    | Sakuramači Momozono                       |                                |
| 10. |         | Ieharu Tokugawa 徳川 家治   | 1737–1786 | 1760–1786    | Momozono Go-Sakuramači Go-Momozono Kókaku |                                |
| 11. |         | Ienari Tokugawa 徳川 家斉   | 1773–1841 | 1787–1837    | Kókaku Ninkó                              |                                |
| 12. |         | Iejoši Tokugawa 徳川 家慶   | 1793–1853 | 1837–1853    | Ninkó Kómei                               |                                |
| 13. |         | Iesada Tokugawa 徳川 家定   | 1824–1858 | 1853–1858    | Kómei                                     |                                |
| 14. |         | Iemoči Tokugawa 徳川 家茂   | 1846–1866 | 1858–1866    | Kómei                                     |                                |
| 15. |         | Jošinobu Tokugawa 徳川 慶喜 | 1837–1913 | 1866–1867    | Kómei Meidži                              | poslední šógun z rodu Tokugawa |